# شهرستان الضلیعه
ناحیهٔ الضلیعة {{به عربی|مدیریة الضلیعة) در یمن است که در استان حضرموت واقع شده‌است.

## خصوصیات
ناحیهٔ الضلیعة ۱۸٬۶۷۸ نفر جمعیت دارد.